# Eclat (Musikfestival)
Eclat ist ein Festival der Neuen Musik, das jährlich Anfang Februar in Stuttgart stattfindet.

## Geschichte
Gegründet wurde das Festival 1980 unter dem Namen Tage für Neue Musik   Stuttgart. Pate standen damals die Komponisten Reinhard Febel und Albrecht Imbescheid, die Dirigenten Manfred Schreier und Michael Zilm sowie der SDR-Redakteur Clytus Gottwald. 1983 übernahm Hans-Peter Jahn die künstlerische Leitung und legte die jährlichen Treffen zunächst als Komponistenporträts an. Seit 1997 heißt das Festival Eclat. Der Name verweist laut Jahn weniger auf die im deutschen Lehnwort Eklat üblichen Assoziationen wie „Skandal“ oder „Aufruhr“, sondern spielt vielmehr mit dem französischen Begriff „Éclat“ und dessen Bedeutungen wie „Aufschein“ „Glanz“, „Splitter“ und  „Knall“. Seit der Umbenennung und Neuausrichtung ist auch das Preisträgerkonzert des Stuttgarter Kompositionspreises ins Festival integriert. Das Kunstministerium Baden-Württemberg rechnet Eclat zum festen Bestand der Kulturszene im  Land,  bundesweit zählt es zu den wichtigsten Festivals für Neue Musik.

## Programm
Das Festival umfasst heute Solo-, Ensemble-, Chor- und Orchesterkonzerte. Ein weiterer Schwerpunkt von Eclat gilt dem Musiktheater. Ein Großteil des Programms besteht aus Uraufführungen und deutschen Erstaufführungen. Neben Gastsolisten und -ensembles gehören das SWR Symphonieorchester, das SWR Vokalensemble und die Neuen Vocalsolisten zu den Stützen des Festivals.

## Künstlerische Leitung
Von 1983 bis 2013 prägte Hans-Peter Jahn das Festival Eclat als künstlerischer Leiter. 2014 folgte für zwei Jahre eine Doppelspitze aus SWR-Redakteur Björn Gottstein und Christine Fischer, Intendantin der Veranstalterorganisation Musik der Jahrhunderte. Seit 2016 liegt die Gesamtleitung des Festivals bei Christine Fischer. Bei zwei Konzerten unter dem Titel SWR JetztMusik in Eclat ist als künstlerische Leiterin Lydia Jeschke zuständig.